# Полуимпериал
Полуимпериал — российская золотая монета, как правило, номинально равная 5 рублям.

## История чеканки
Монеты с названием «полуимпериал» начали чеканить с 1755 года номиналом в 5 рублей из золота 88 пробы и массой в 1 90/96 золотника (7,26 г чистого золота). С 1764 года её чеканили из золота той же пробы, но массой в 1 47/88 золотника (5,78 г чистого золота). При императоре Павле I в 1797 году проба была увеличена до 94 2/3 золотника, но масса уменьшена: решено было чеканить из фунта золота этой пробы 67 полуимпериалов 1 руб. 59 коп., тогда как в 1764 году из фунта золота чеканили только 62 полуимпериала 2 руб. 88 8/9 коп. В 1817 году восстановлена для полуимпериала 88 проба и масса 1764 года, что и продолжалось до указа 17 декабря 1885 года, которым повелено чеканить полуимпериал по 1 зол. 49,2 доли, содержащие 900 частей золота и 100 меди (5,807 г чистого золота, то есть идентично французской монете в 20 франков и другим монетам Латинского валютного союза).
После денежной реформы Егора Канкрина (1839—1843) полуимпериал официально оценивался в 5 рублей 15 копеек.
В 1897 году была отчеканена монета номиналом 7 рублей 50 копеек, имевшая размер, массу и пробу, идентичные 5 рублям образца 1885 года. Монета номиналом 7 рублей 50 копеек в отдельных документах именовалась «полуимпериалом», чеканилась только один год.